# بطولة باوليستا 1983
بطولة باوليستا 1983 هو موسم من بطولة باوليستا. كان عدد الأندية المشاركة فيه 20، وفاز فيه نادي كورينثيانز. كان سيرجينيو تشولابا لاعب سانتوس هداف الموسم برصيد 22 هدفًا.